# San Pedro y San Pablo Tequixtepec
San Pedro y San Pablo Tequixtepec là một đô thị thuộc bang Oaxaca, México. Năm 2005, dân số của đô thị này là 1731 người.